# Студена Бара
Студе́на Ба́ра (мак. Студена Бара) — село у Північній Македонії, входить до складу общини Куманово Північно-Східного регіону.
Населення — 344 особи (перепис 2002) в 132 господарствах.